# Syagrus stratincola
Syagrus stratincola är en enhjärtbladig växtart som beskrevs av Jan Gerard Wessels Boer. Syagrus stratincola ingår i släktet Syagrus och familjen Arecaceae. IUCN kategoriserar arten globalt som sårbar. Inga underarter finns listade i Catalogue of Life.